# Феррара
Ферра́ра (итал. Ferrara, эмил.-ром. Frara, лат. Ferraria) — город в итальянском регионе Эмилия-Романья, административный центр одноимённой провинции. Расположен на востоке Паданской равнины, в дельте реки По. Небесный покровитель города — святой Георгий; праздник города отмечается в день кончины святого, 23 апреля.

## Климат
Зимняя погода в Ферраре по большей части сырая и влажная. Несмотря на минусовые температуры, снежный покров на улицах города не сохраняется благодаря близости моря. Лето жаркое и, вследствие высокой влажности (редко ниже 70 %), очень душное; случаются дожди и грозы. Как и другие города Паданской равнины, Феррара славится туманами, особенно выраженными осенью и весной.

## История

### Феррара в конце античности и в средневековье

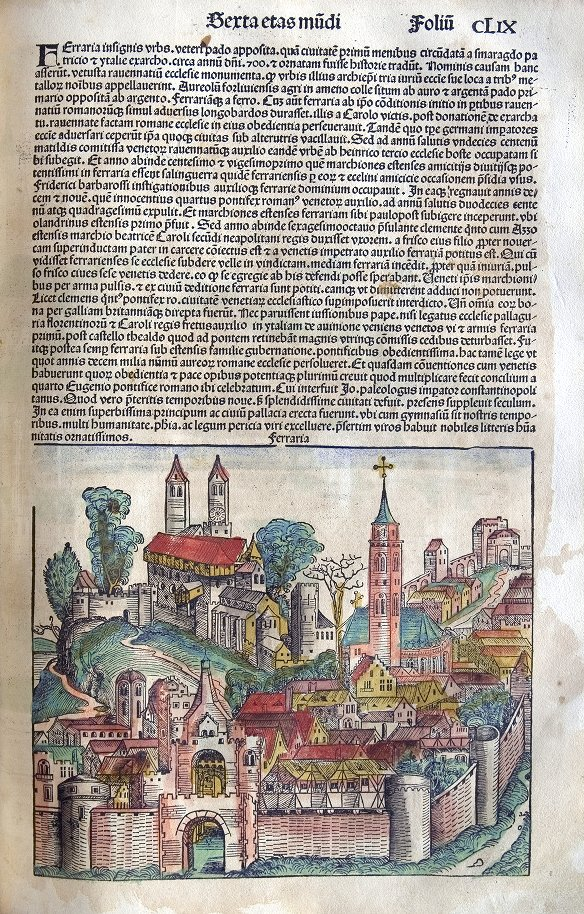
Феррара на ксилографии из «Нюрнбегской хроники» (1493)

Первые жители Феррары поселились здесь в эпоху варварских вторжений в Италию. Во время нашествия гуннов в 452 г. н. э. беженцы из Аквилеи основали среди болот поселение, названное лат. Forum Alieni. После лангобардского завоевания там была построена крепость, известная как Castrum Bizantino (не сохранилась), служившая оплотом против варваров с севера. Между VII и VIII веками, во время непрерывных нашествий варваров, резиденция епископа была перенесена в окрестности этой крепости, на берег рукава По под названием Волано (итал. Po di Volano), где ныне находится базилика св. Георгия. С того времени Феррара стала центром епископства, которое сейчас называется архиепископством Феррары и Комаккьо (итал. Arcidiocesi di Ferrara-Comacchio).
При короле Лиутпранде город был взят лангобардами, но когда Пипин Короткий отвоевал у них Равенну и Пентаполь, Феррара в числе других 22 городов была принесена в дар Папе Стефану II (754). Именно в документах, изданных по этому случаю в 753 году королём лангобардов Дезидерием, находится первое упоминание о Ферраре как диоцезе Равеннского экзархата.
В конце Χ века церковные власти уступили Феррару тосканским аристократам. Уже во времена Матильды Тосканской в конце XI века город обладал значительными вольностями и достиг заметного процветания. Некоторые из представителей местной аристократии, особенно семейство Салингера-Торелли, стали во главе императорской (позже гибеллинской) партии; другие, преимущественно род Аделарди, поддерживали национальную (позже гвельфскую) партию и стояли на стороне Папы. Обе семьи упорно соперничали из-за выборной должности капитана, в руках которого находилось управление городом. Во время великой распри между папством и империей (при Фридрихе Барбароссе) гвельфы восторжествовали в Ферраре, и она примкнула к Ломбардской лиге. Аделарди получили должность подеста, признав таким образом авторитет Рима.
В Средние века город, по своим размерам и значению равный Милану, Флоренции и Венеции, привлекал многочисленных беженцев из постоянно враждующих городов Северной Италии. Как и многие другие города, Феррара застраивалась хаотично (эта черта сохранилась до настоящего времени в южной части города). По мнению историка Якоба Буркхардта, Феррара (точнее, её северная часть) представляет собой первый в истории европейской застройки современный город с регулярной сеткой улиц (итал. via) и проспектов (итал. corso).

### Феррара при герцогах д’Эсте

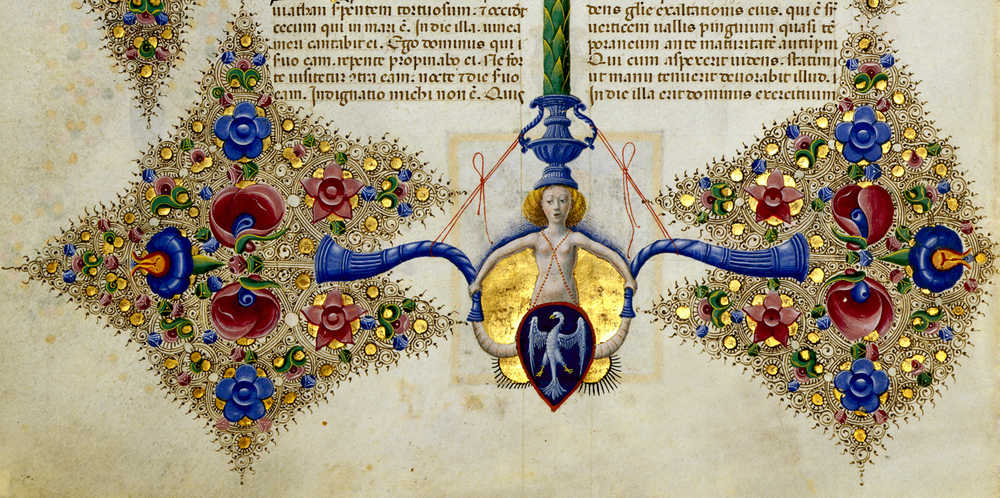
Герб дома Эсте, иллюстрация в Библии Борсо д’Эсте (Bibbia di Borso d'Este).

Дальнейшее осложнение борьбы привело к захвату власти в 1264 году домом д’Эсте — семьёй, ещё раньше утвердившейся в Веронской области. Первым феррарским сеньором из дома Эсте стал маркиз Обиццо II (около 1237—1293), историю прихода к власти которого изложил в своей «Малой феррарской хронике» (1313—1317) городской летописец Риккобальдо Феррарский. Будучи ревностными гвельфами, Эсте находились в состоянии постоянной войны со своими соперниками-гибеллинами. В борьбу вмешивались папы, императоры, Милан, Венеция, Флоренция, Неаполь. В XIV веке Эсте вследствие размолвки с Римом перешли в лагерь гибеллинов; тем не менее, папы были вынуждены подтвердить их господство, распространившееся на Ровиго, Модену и Реджо. Во второй половине XV века Эсте были удостоены герцогских титулов. Первым герцогом Феррары стал Борсо д’Эсте в 1471 году (в том же году скончался).
В ходе Феррарской войны с Венецией 1482—1484 годов город осаждался венецианскими и генуэзскими войсками. Несмотря на то, что честолюбивые притязания Эсте втягивали феррарцев в XV и XVI веках во многие войны, они сумели сохранить авторитет; именно принципат д’Эсте определял на протяжении этих двух столетий облик и судьбу Феррары.
Богатство и роскошь двора сделали Эсте одной из самых известных и уважаемых аристократических фамилий Европы. Расцвет «феррарской цивилизации» начался с правлением Никколо III (жил между 1384 и 1441 гг.), Лионелло (ум. 1450), Борсо, Эрколе I (ум. 1507). Город-герцогство сохранил своё значение и в течение XVI в. при герцогах Альфонсо I (ум. 1531), Эрколе II (ум. 1559) и Альфонсо II (ум. 1597). Феррара представляла собой важный экономический и культурный центр, имевший к тому же немалое военное значение благодаря бастионной системе укреплений, возведённой вокруг города в XVI веке. Удобные пути сообщения с Венецией, Вероной, Болоньей содействовали успеху торговли.

#### Феррарский двор

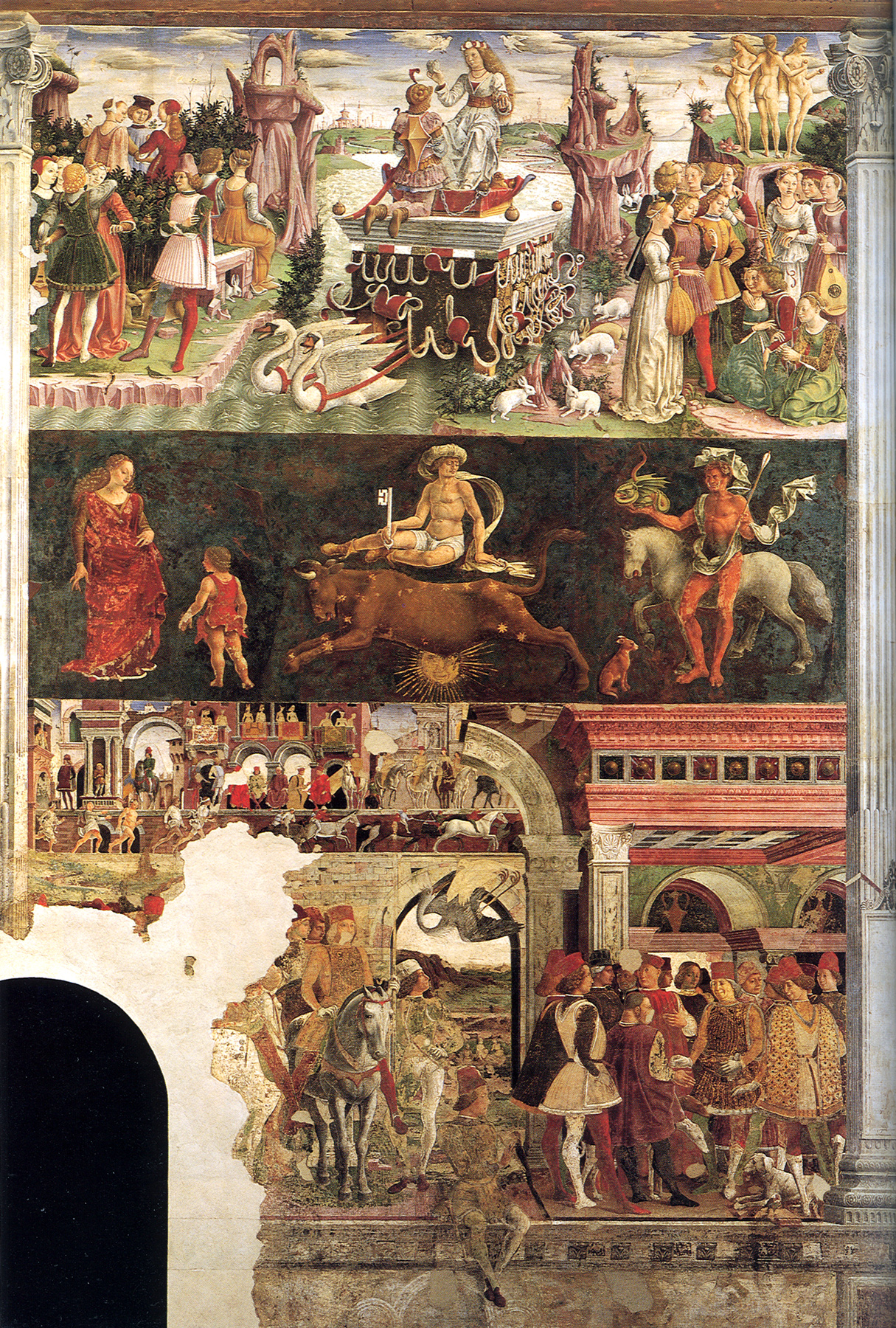
Апрель, фреска в Палаццо Скифанойя. На нижнем ярусе сцены из жизни двора Борсо д’Эсте: возвращение с охоты и ежегодное спортивное соревнование между кварталами Феррары (Palio di Ferrara)

Феррарский двор отличался сказочным великолепием. Примеру государей следовала аристократия. Установилась небывалая роскошь в жилищах, одежде, украшениях, мебели, обстановке, лошадях, слугах и т. д. Дворцы, виллы, сады, парки со зверинцами носили поэтическое имя «delizie». Маскарады, балы, банкеты, охоты, турниры, спектакли назывались «cortesie». Вся жизнь была как бы сплошным праздником. Рыцарство, которое везде отжило свой век, в Ферраре глубоко проникало в нравы: существовал особый орден «золотой шпоры», устраивались вооружённые состязания, диспуты по вопросам чести. Рукописи французских рыцарских романов в Ферраре читали с восторгом. Провансальские трубадуры находили тёплый приём при феррарском дворе уже в XIII веке. В этом обществе суровых солдат и удалых охотников большое влияние благодаря рыцарским привычкам приобрели женщины, не остававшиеся в тени, как в других городах. Они присутствовали на турнирах и охотах, играх, процессиях и представлениях. Нигде в Италии типичные черты феодального общества не проявлялись так ярко, как в Ферраре и Милане. Её властители стремились во всем подражать нравам и обычаям бургундского двора, которые так красочно описал Йохан Хёйзинга в книге «Осень Средневековья». И позже, в эпоху Возрождения, Феррара оставалась главным центром и рассадником куртуазной культуры. Средневековая литература о рыцарях Круглого Стола нашла в Ферраре своих достойных преемников в лице Боярдо и Ариосто. По верному замечанию Ф. Монье, «рыцарство, которое в других местах превратилось в простое литературное воспоминание, здесь — живая действительность».
В придворном обществе Феррары главенствовали аристократические понятия. На ремесленника, крестьянина смотрели с презрением: он должен только оплачивать всё, что потребуют господа, служить и работать, сколько прикажут. Сами простолюдины называли себя «собаками и холопами его светлости». Имели значение лишь те группы людей, которые примыкали к дворцу и участвовали в его жизни: оруженосцы, стольники, сенешали, пажи, псари, карлики, шуты, музыканты, и, выше этой служилой толпы, дворяне, маркизы и графы, владельцы башен и земель. Своеобразие нравов этого двора XV столетия подвергалось впоследствии осуждению за грубость феррарской юстиции, активно применявшей пытки, казни, ослепления, четвертования. В романтические чувствования цивилизованного общества, в сердца их проник «просвещенный разврат», соседствовавший с «волчьим аппетитом варваров».
Период культурного расцвета Феррары можно отсчитывать от 1391 года, основания Альберто V университета Феррары, который связан с именами Парацельса, Коперника и Савонаролы. Сын Альберто V Никколо III увлекался основанием школ, библиотек, музеев, привлекал писателей и артистов, строил памятники. Не только мужчины, но и женщины покровительствовали наукам и искусствам. Такими были жена Эрколе I Элеонора Арагонская, а также её дочери Беатриче и Изабелла д’Эсте, «прекрасные друзья великих произведений литературы и изящных искусств»; позже — известная Лукреция Борджиа (жена Альфонсо I), Рената Французская (жена Эрколе II), сёстры Альфонсо II Элеонора и Лукреция. Усилиями этих и им подобных аристократов Ферарра сделалась очагом итальянского Ренессанса.
С 1995 года город зачислен ЮНЕСКО в список культурного наследия человечества.

#### Литература и театр

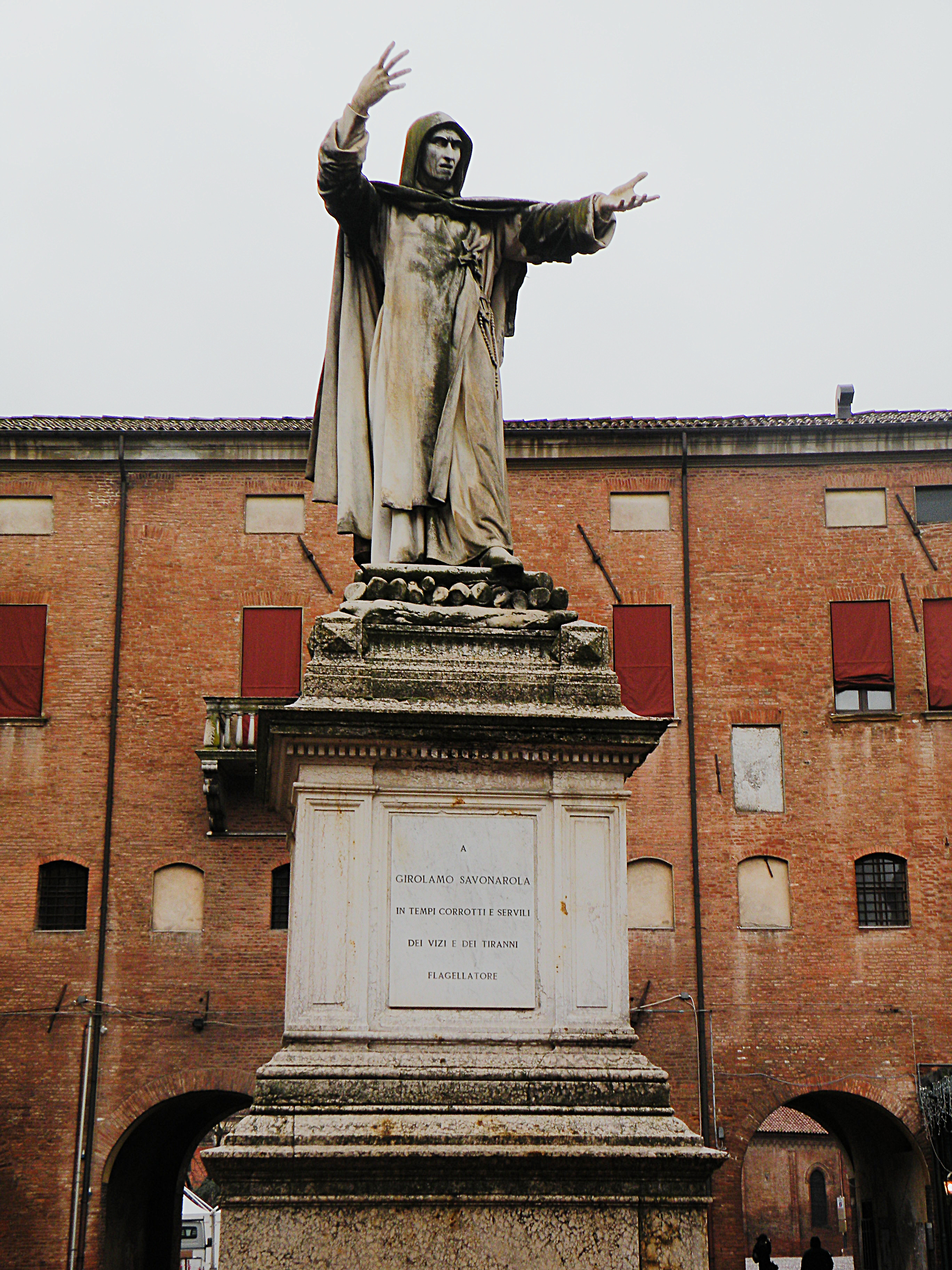
Памятник Савонароле в Ферраре

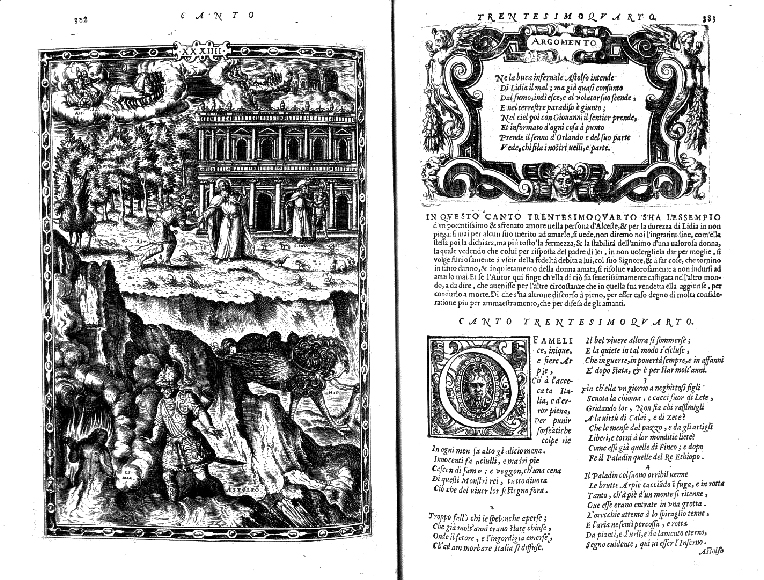
Ариосто. Неистовый Роланд (Венеция, 1565)

### Феррара после падения дома Эсте

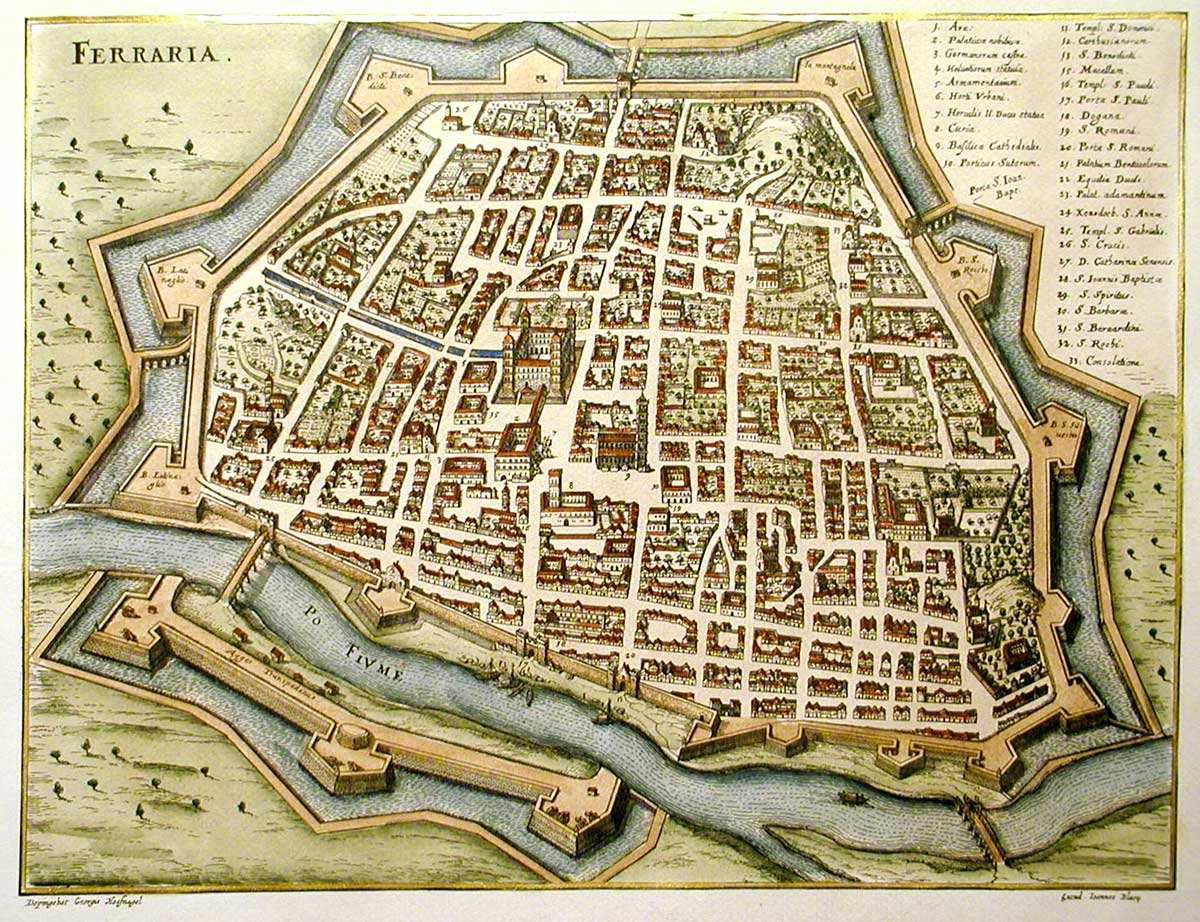
Карта Феррары 1600 года

### Старый город

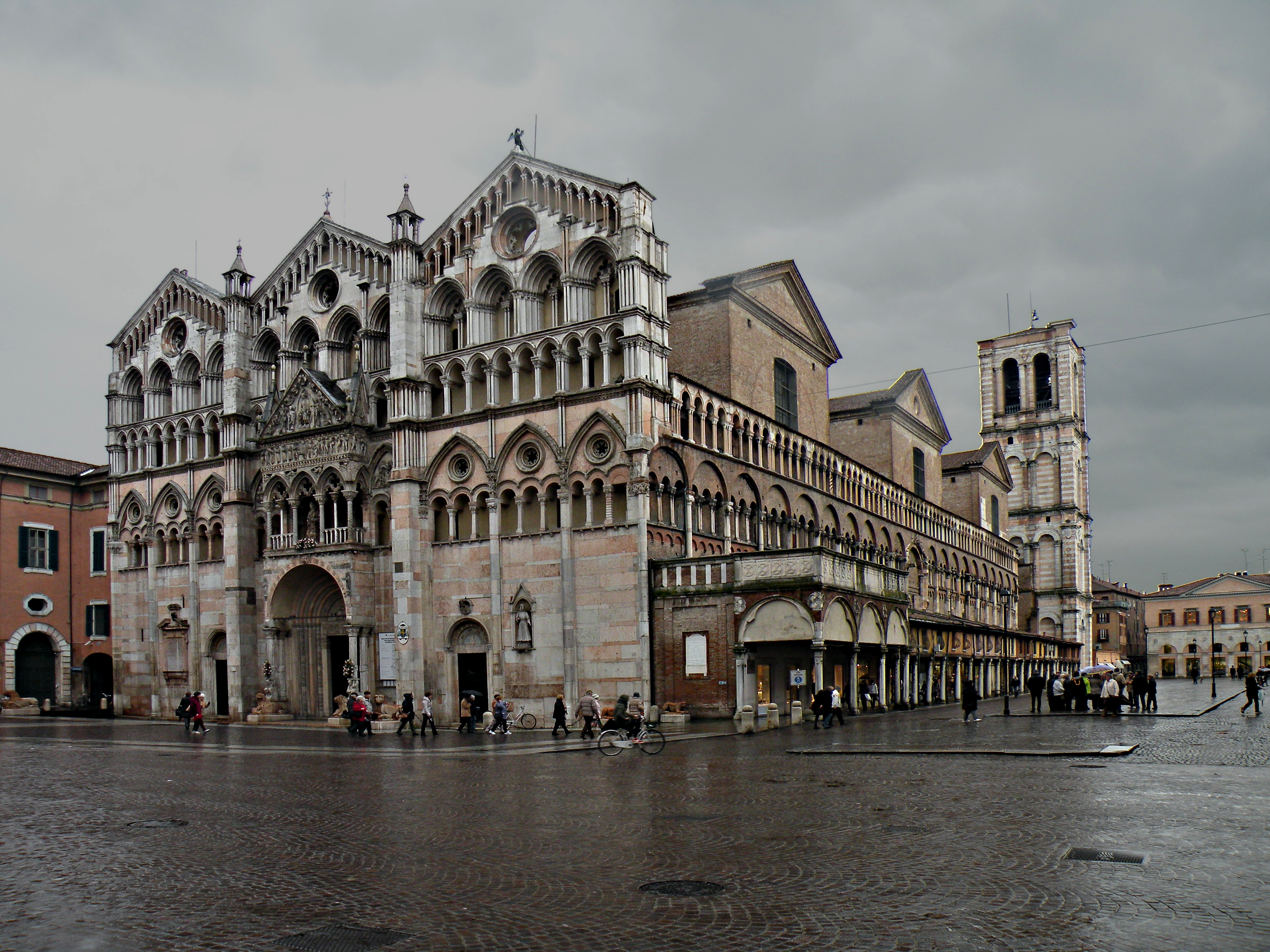
Собор Св. Георгия

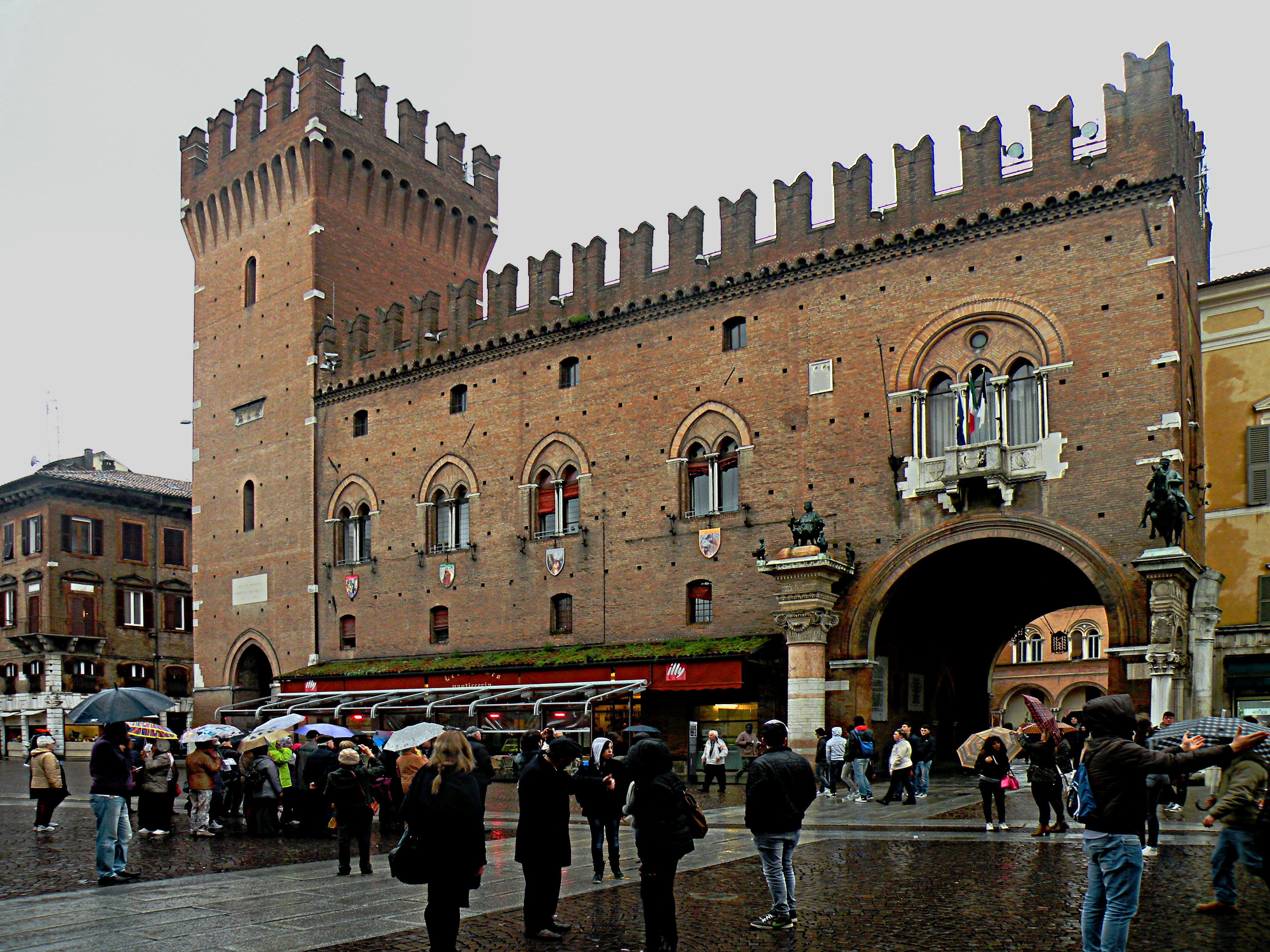
Палаццо Муничипале (Палаццо Коммунале)

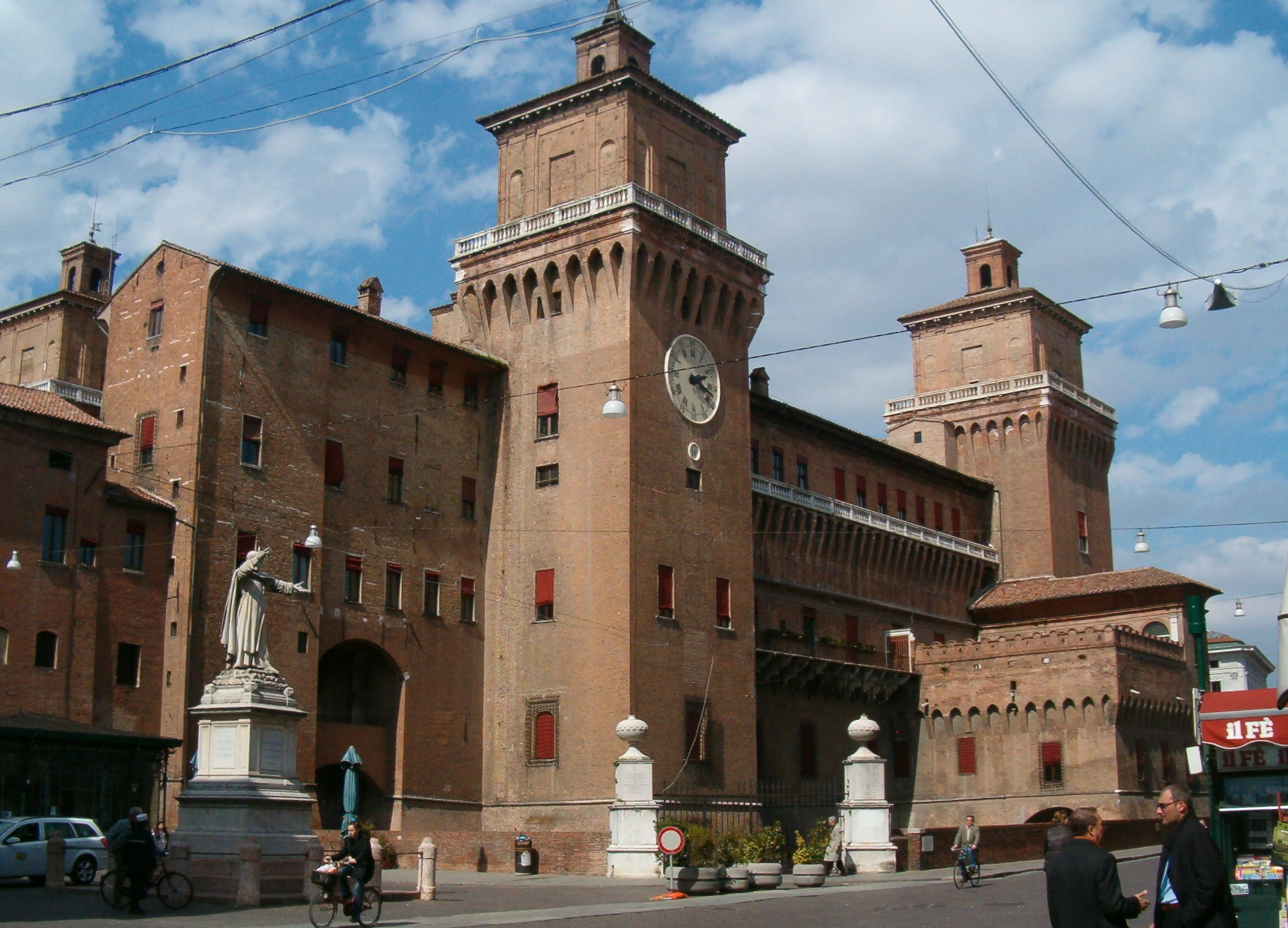
Замок герцогов д’Эсте

### Расширения Старого города

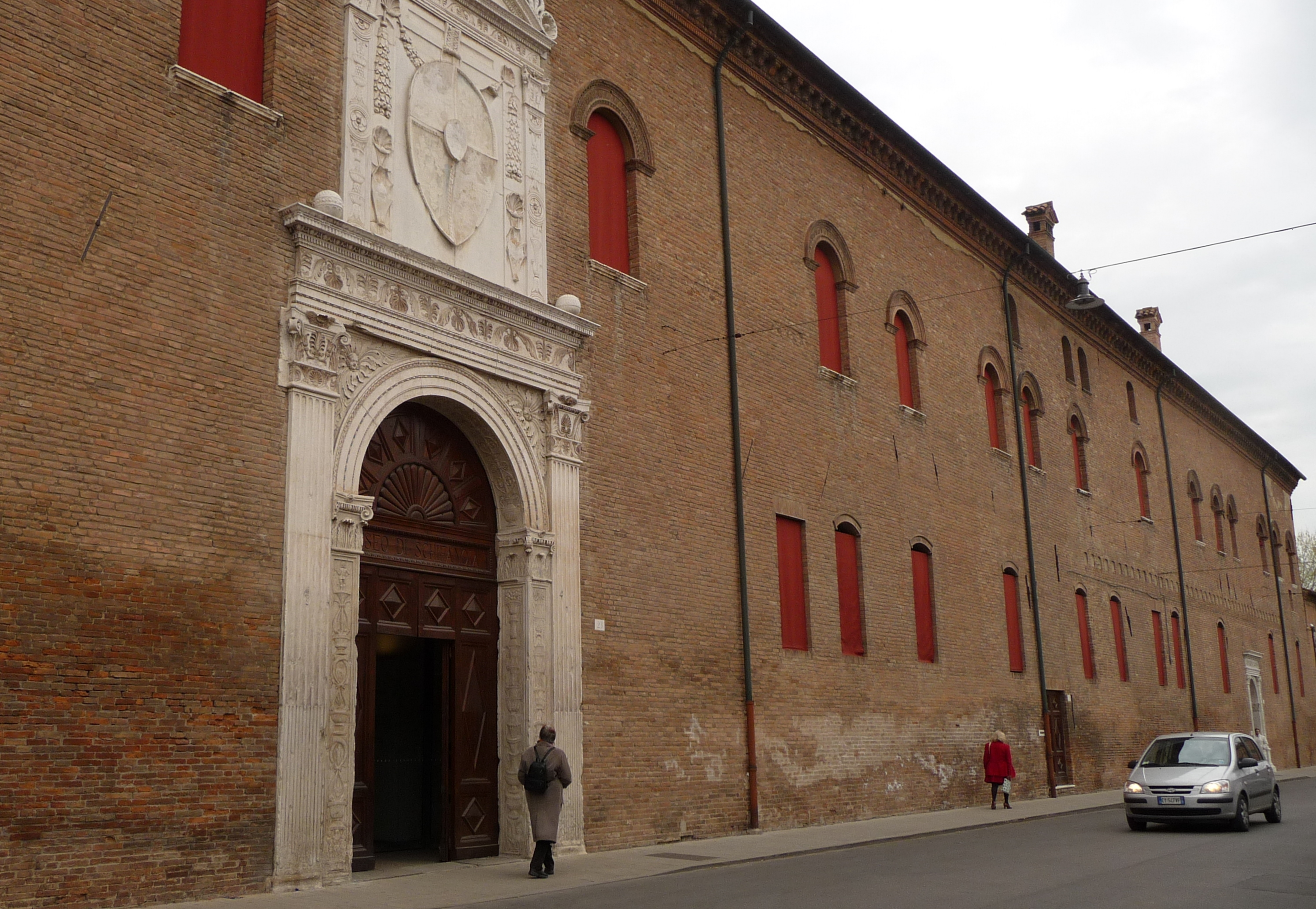
Палаццо Скифанойя

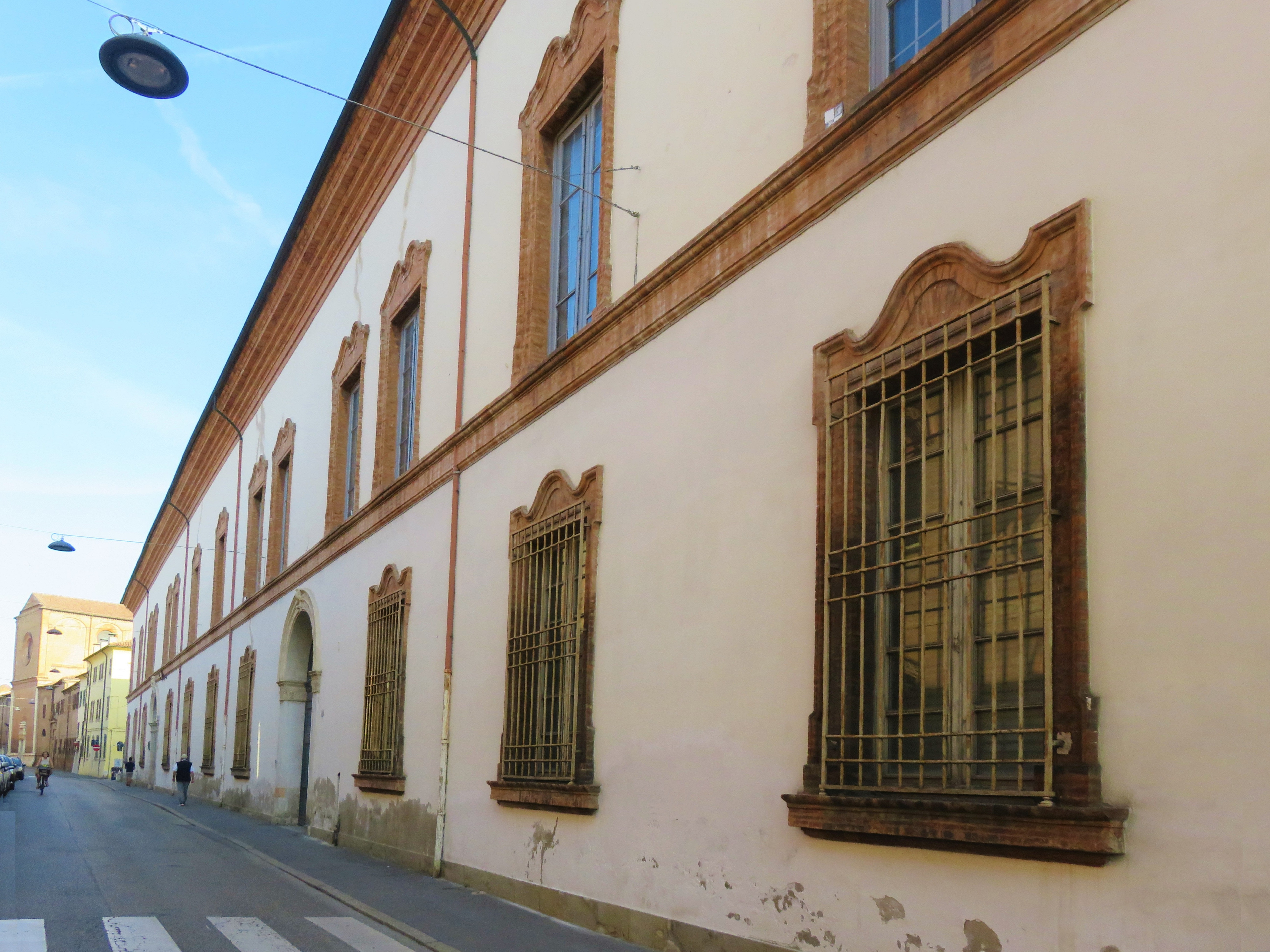
Палаццо Ренаты Французской (Феррарский университет)

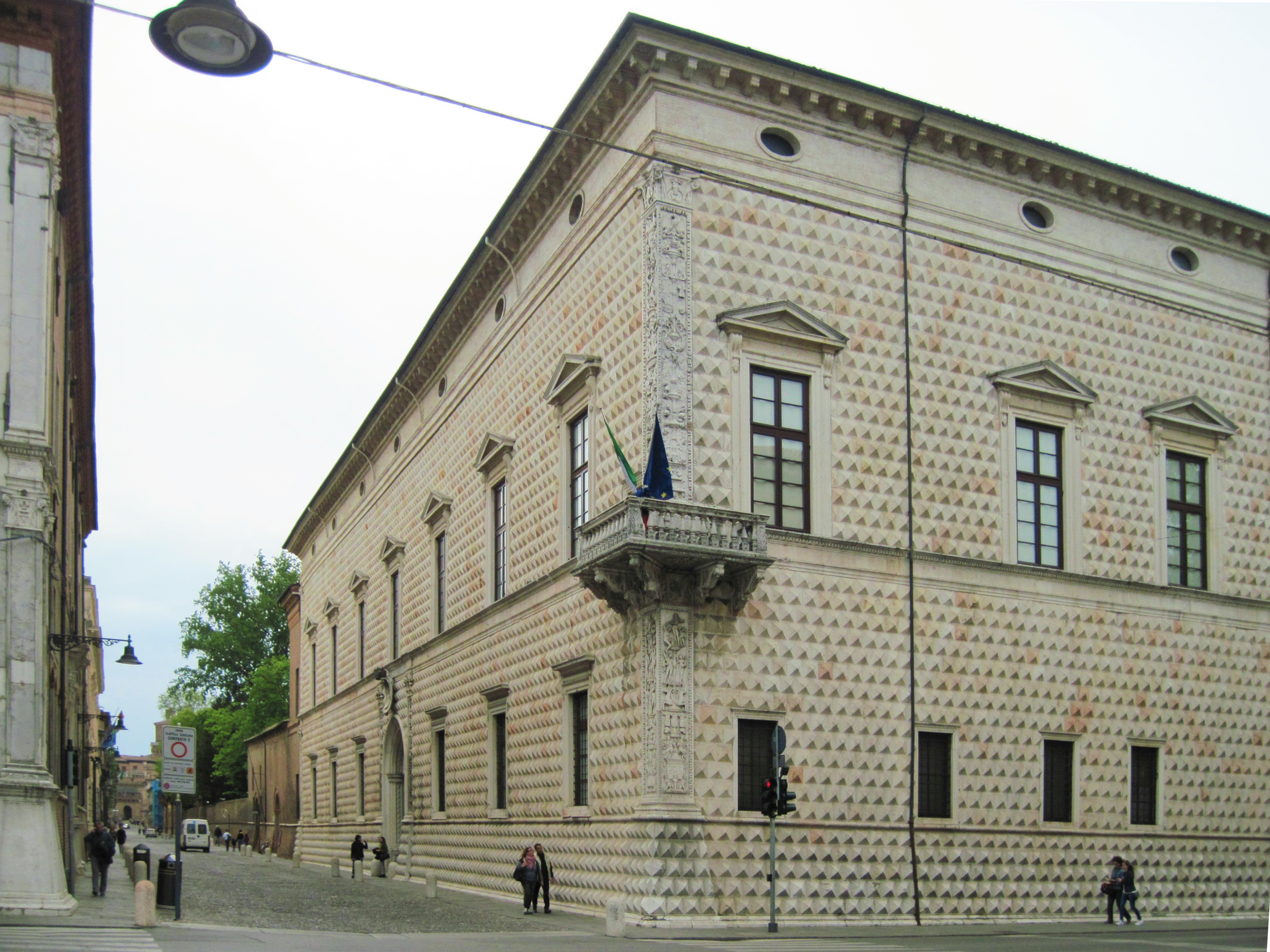
Алмазный дворец. Вид с Перекрёстка Ангелов

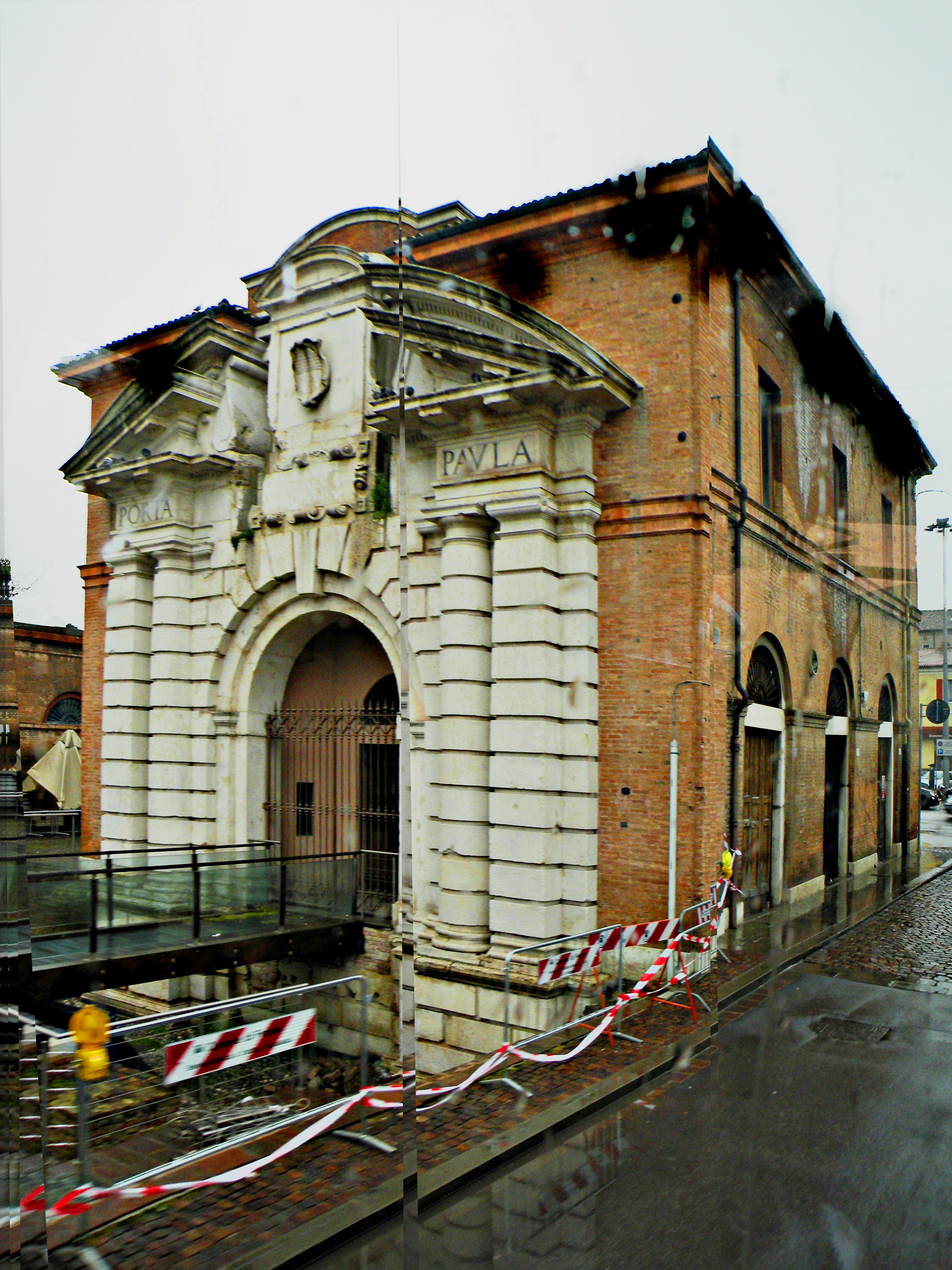
Южные городские ворота «Порта Паола»